# Trencséni felirat

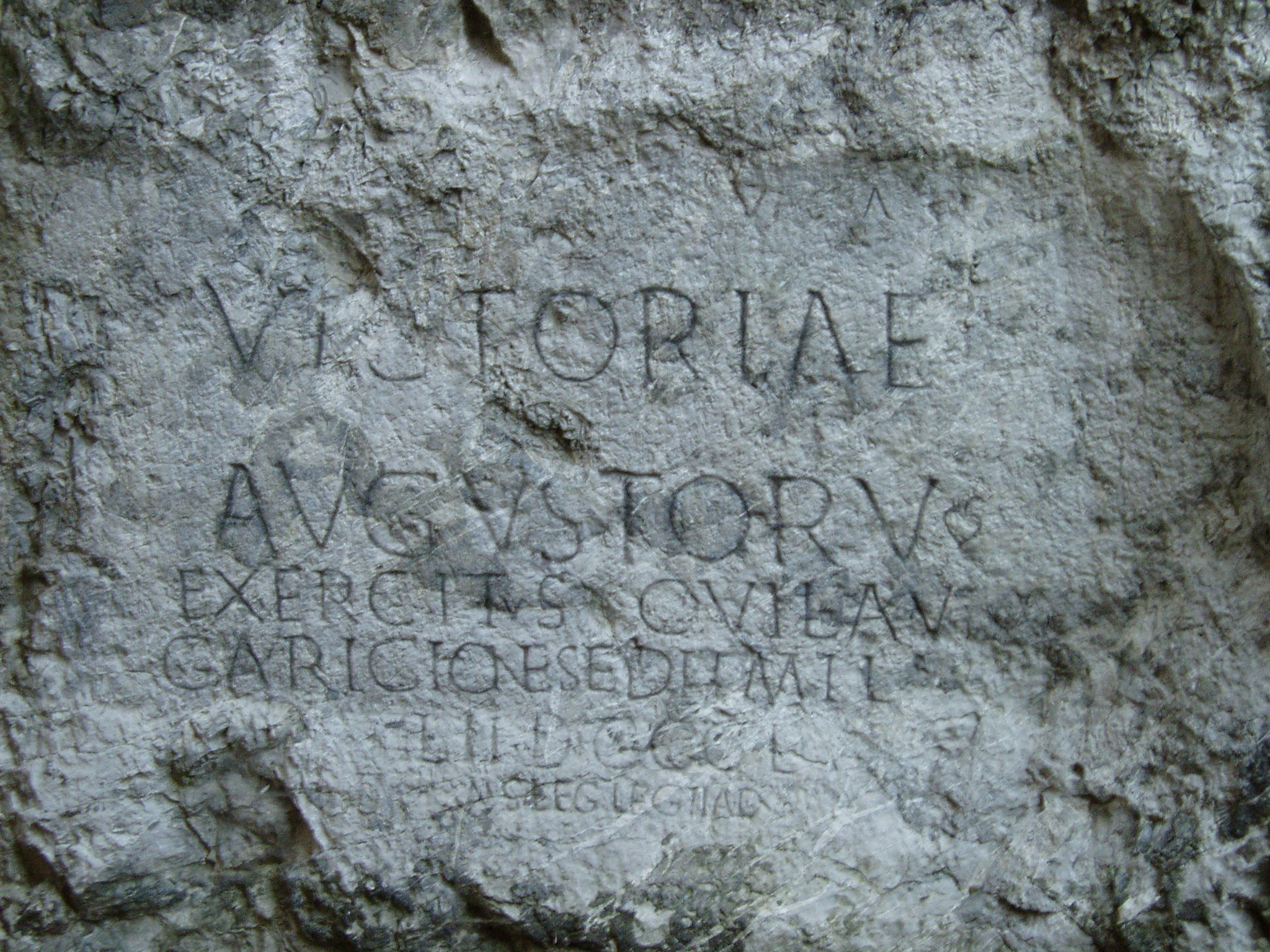
A trencséni felirat

A Magyar Királysághoz tartozó Trencsén vársziklájának latin felirata a Laugaricio melletti táborban 178/179-ben telelő 855 római katona és Marcus Valerius Maximianus legátus germánok feletti győzelmének állít emléket. Ezen in situ fennmaradt felirat a rómaiak a mai Szlovákia területén való tartózkodásának első emlékei közé sorolható. 1854-ben fedezték fel, eredetiségét Theodor Mommsen bizonyította. Ma a Hotel Tatra teraszáról látható. 
A speciális egység a II. segéd légió (II legio Adiutrix) része volt Aquincumból. A Vág folyó mentén felmenő katonák a következő szöveget vésték a sziklába:
VICTORIAE

AVGVSTORV(m)

EXERCITUS QVI LAV

GARICIONE SEDIT MIL(ites)

L(egionis) II DCCCLV

(Marcus Valerius) MAXIMIANUS LEG(atus) LEG

(ionis) II AD(iutricis) CVR(avit) F(aciendum)
Fordítása: „Császárok győzelmének ajánlotta a II. légió 855 katonája, azon seregből mely Laugaricioban volt. Készíttette Marcus Valerius Maximianus a II. segéd légió legátusa.”
A felirat keltezését a szöveg maga és a legatus zanai (Diana Veteranorum) felirata tette lehetővé, amelyben benne foglaltatik életének ezen epizódja is.